# Ammobates biastoides
Ammobates biastoides är en biart som beskrevs av Heinrich Friese 1895. Ammobates biastoides ingår i släktet Ammobates och familjen långtungebin.

## Underarter
Arten delas in i följande underarter:
- A. b. globosus
- A. b. biastoides